# Karel Svoboda (malíř)
Karel Svoboda (24. června 1824, Plánice – 13. září 1870, Vídeň) byl český malíř, který se věnoval především malbě historických výjevů s prvky německého romantismu. Jeho dílo se vyznačovalo umělou a promyšlenou kompozicí a důrazem na realističnost dobových předmětů a oděvů. Tvořil především v Praze a později ve Vídni.

## Život

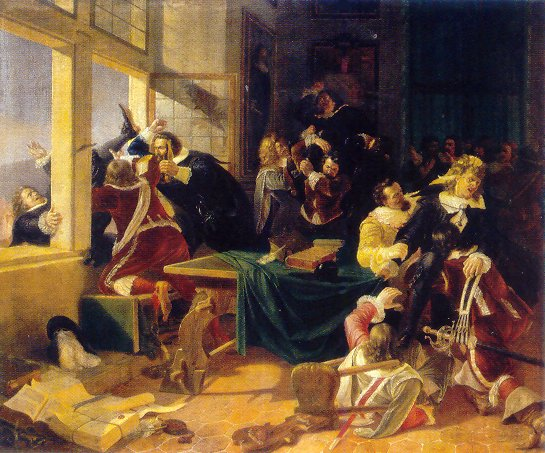
Defenestrace (Smetání místodržících na hradě Pražském r. 1618)

Poté, co v útlém věku osiřel, přešel do opatrování ke svému strýci Václavu A. Svobodovi, profesoru na malostranském gymnáziu v Praze. Za jeho pomoci mohl Svoboda studoval filosofii a zabývat se kreslením. Svým talentem vzbudil pozornost hraběte Františka Thuna, který byl uchvácen Svobodovou kresbou Bitva u Kresčaku (viz bitva u Kresčaku). Thun ho poté začal podporovat v uměleckých studiích a roku 1842 mu dopomohl na pražskou Akademii, kterou řídil Christian Ruben. V Rubenově ateliéru studoval monumentální malbu až do roku 1852. Spolu s Josefem Mánesem se podílel na ilustracích k Rukopisům a k národním písním. První Svobodův samostatný obraz Smrt krále Václava IV. v Kunraticich se společnosti velice zalíbil a dokonce se dočkal litografické reprodukce do časopisu Lumír.
Svoboda pokládal za nejvznešenější umění malbu historických výjevů, jak ostatně smýšlela většina tehdejší společnosti. Hlavními náměty byly příběhy z Písma a z dějin. Svobodova Defenestrace (Smetání místodržících na hradě Pražském r. 1618) se roku 1848 setkala s všeobecným zájmem a byla velmi obdivována. Předtím Ljudevit Gaj pozval Svobodu do Záhřebu. Zde se Svoboda zdržel půl roku, maloval výjevy ze života hraničářů a kreslil ilustrace k illyrským dějinám. Později se ale vrátil k historii a vypracoval řadu obrazů, jejichž náměty čerpaly mimo jiné i z dějin, které se neodehrály v českých zemích. Tak vznikla díla jako: Cellini; Palestrina; Jan Ondřej Šlik před popravou; Bílá Hora (bojiště).
Ještě roku 1848 se Svoboda oženil s Teklou Jelenovou (*1830), dcerou hudebního skladatele Aloise Jelena a 28. října roku 1852 obdržel povolení k cestování na 3 roky, čehož využil k přesídlení do Vídně, kam následoval svého profesora Christiana Rubena. Kromě Vídně do roku 1853 bydlel v Praze, kde se zabýval se přípravou předloh (kartonů) ke kolektivně připravovanému cyklu historických maleb pro letohrádek královny Anny (Belvedere) v Praze. První kompozicí byla Korunovace Vratislava, prvního krále českého, pak následovaly: Václav II.; Korunování Albrechta II.; Císař Josef II. v Praze a Smrť sv. Václava. První dva obrazy navrhl sám, ostatní byly inspirovány Rubenovými předlohami. Roku 1853 namaloval Vjezd císaře Maxmiliána I. do Gentu a daroval ho příští císařovně Alžbětě v albu vídeňských umělců k jejímu sňatku.
V této době také vznikla Madonna, kterou zakoupila Krasoumná jednota v Praze. Reichelovu cenu dostal za tyto malby: Jan Bedřich Saský v žaláři (1857) a Karel V. prchá před Moricem Saským do Běláku (1859). Roku 1859 dokončil také obraz Johanna Kastilská a roku 1860 vystavil ve Výmaru karton k obrazu Milánští před císařem Barbarossou, který potom provedl v barvách. V letech 1863-1868 obdržel Klárovo stipendium a pobýval v Itálii.
Ve Vídni Svoboda dostával i jiné zakázky, například vyzdobil sgrafity (Vjezd míru) Schöllerův dům na Operním náměstí ve Vídni, nakreslil karton k pětistému jubileu vídeňské university (1865), maloval velikou podobiznu císaře Františka Josefa pro zasedací síň župní v Požeze v Slavonii a stal se profesorem kreslení na schottenfeldské reálce. Ilustroval německé básně Otto der Schütz od Kinkla a Waldfräulein od Zedlitze, jakož i Rukopis královédvorský.
Na první mezinárodní výstavě ve Vídni roku 1869 měl Svoboda vystaveny kartony k cyklu Ifigenie určené pro budovu nové Opery a provedené jako grisailly na zlaté půdě. Pro biskupský palác v Černovicích nakreslil 11 kartonů k freskám, a četné jsou jeho ilustrace ve Waldheim's Illustrierte Monatshefte, v Květech (historické obrazy a ilustrace k lidovým písním), ve Světozoru, reprodukované dřevorytinou. České xylografické umění se zde ukazovalo na vysokém stupni vývoje. Jass, Mára, Patočka, Pokorný, Stolař, Bartel ryli podle jeho kreseb velmi rázovitě a jadrně, Leopold Schmidt reprodukoval jeho třicet listů k Rukopisu královédvorskému jako mědirytinu. Roku 1868 mu zemřela žena a on sám pak o rok později skonal na mrtvicí ve Flořiných lázních na Vídeňce. Ještě roku 1870 nechal Světozor zhotovit jeho podobiznu, kterou vyryl Mára podle Kriehuberovy kresby.
Karel Svoboda zemřel 13. září 1870 ve Vídni. Pohřben byl na Olšanských hřbitovech.

## Význam
Svoboda byl pokládán za jednoho z nejvýznamnějších historických českých malířů, přestože jeho způsob malby poukazoval na vlivy německé romantiky, která začala vznikat v jeho době, což naznačuje jeho záliba v německých romantických básních. Přece však žil ve Vídni osamocen, a byl pokládán za „ultračecha“, a to kvůli svému upřímnému vlastenectví. Vzmáhající se realismus v malířství zastínil jeho dílo, ale přesto Svoboda zaujímá čestné místo v českých dějinách malířství.

## Styl
Svoboda maloval jasnou, přesnou kresbou, kde byli výrazné ladné obrysy. Tvořil s umělou a vypočítavou kompozicí, která působí neživotným, někdy až nerealistickým dojmem. Také jeho barva je obyčejně chladná, kolorit je upravený podle akademických předpisů.
Na druhé straně je třeba zmínit Svobodův smysl pro realističnost v některých detailech, například v podání doplňujících předmětů, v malbě kostýmů atd. Některé obrazy, jako jeho „Defenestrace“, jsou komponovány dosti živě, s neklidnou pestrostí, jiné, jako „Milánští“, se vyznačují sytou, hřejivě laděnou barvitostí a šťavnatým nánosem barvy. Svoboda byl zůstal svoji duší především kreslíř a jeho cyklus Život hetairy přímo navazuje na tradice z dob Genelliho.

## Galerie

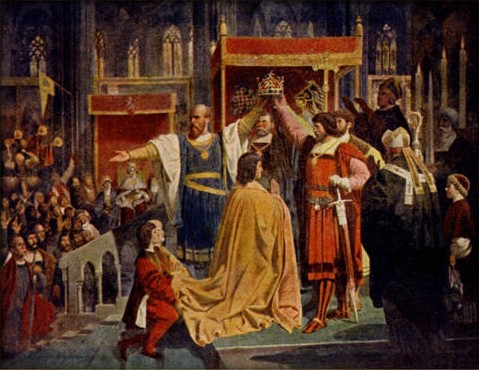
Karel Svoboda – Korunovace císaře Albrechta II. za krále českého roku 1438
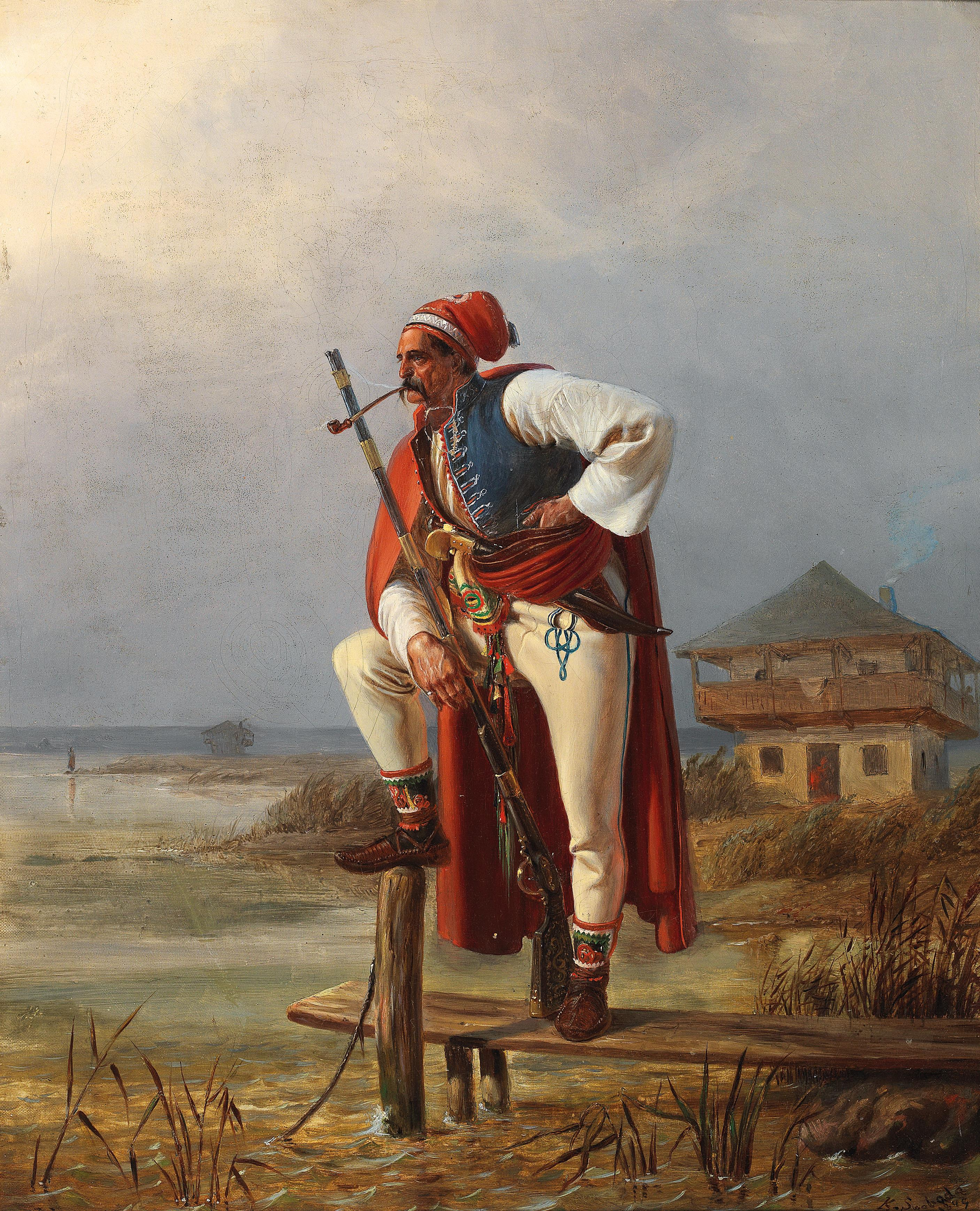
Karel Svoboda – Na hlídce (1849)
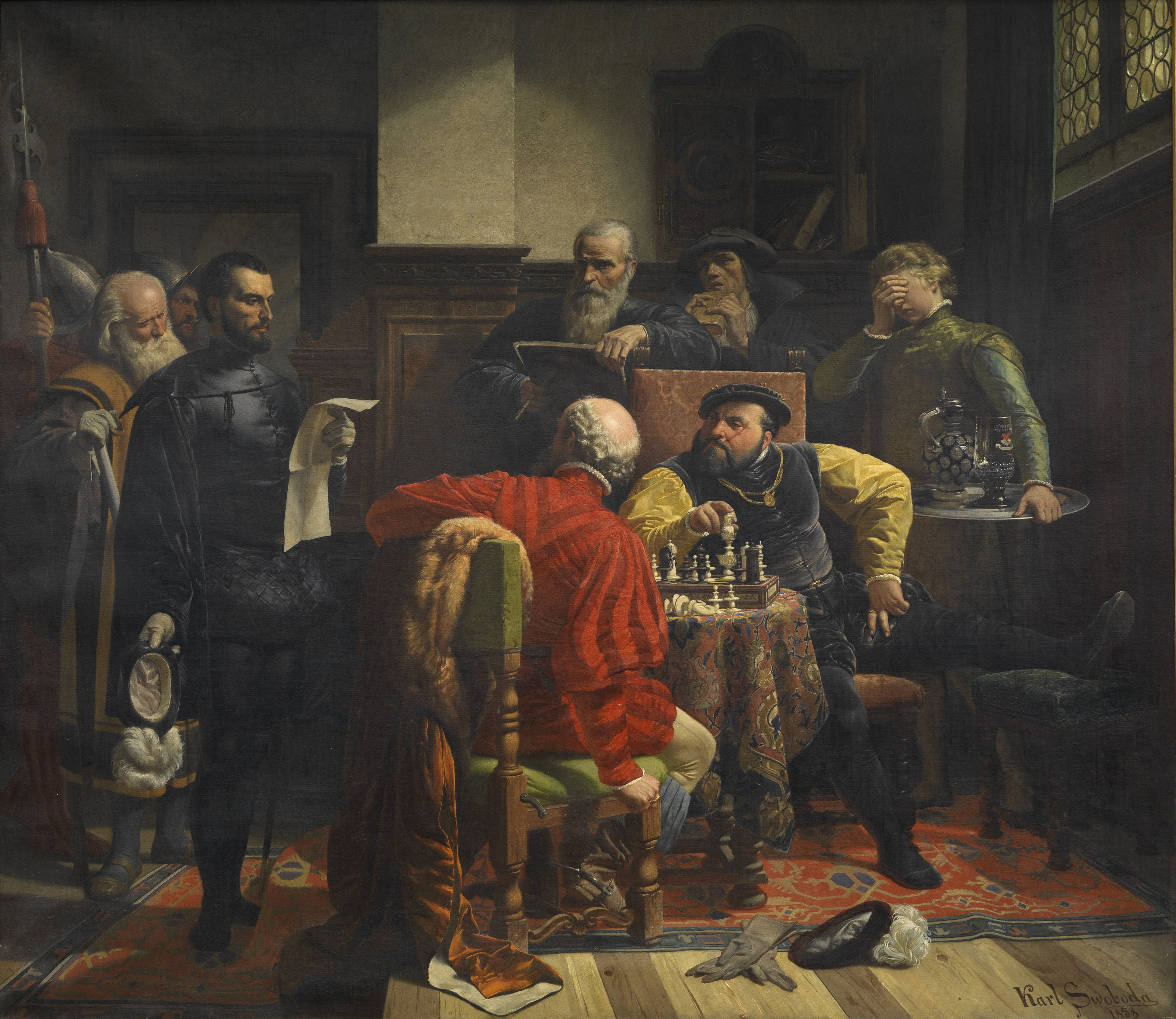
Kurfiřtu Janu Saskému předčítán ortel smrti, 1547
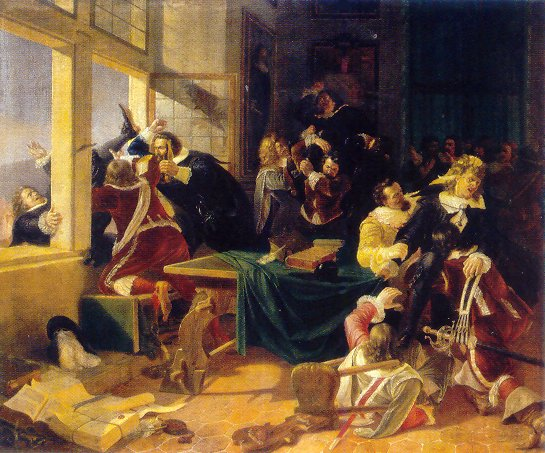
Pražská defenestrace (1844)

### Známá díla
- Kurfiřtu Janu Saskému předčítán ortel smrti (50. léta), Národní galerie v Praze, odkaz Josefa Hlávky[4]
- Pražská defenestrace (1844), Národní muzeum v Praze

### Zastoupení ve sbírkách
- Národní galerie v Praze
- Národní muzeum v Praze
- Galerie moderního umění v Hradci Králové
- Muzeum umění Olomouc
- Západočeská galerie v Plzni
- Památník národního písemnictví